# Sead Hakšabanović
Sead Hakšabanović (kyrilliska: Сеад Хакшабановић), född 4 maj 1999, är en svensk-montenegrinsk fotbollsspelare som spelar för Malmö FF.

## Klubbkarriär

### Halmstads BK
Hakšabanović är uppvuxen i Hyltebruk. Han började spela fotboll i Halmstads BK  som sexåring. Hakšabanović debuterade för klubben i Allsvenskan den 9 april 2015 i en 3–0-förlustmatch mot IFK Norrköping, där han byttes in mot Junes Barny i den 79:e minuten. I och med sitt inhopp i matchen blev han den yngsta allsvenska debutanten i Halmstads BK. Han var 15 år, elva månader och sex dagar gammal och blev även den näst yngsta debutanten i Allsvenskans historia, endast slagen av Nicklas Bärkroth. I premiäromgången i Allsvenskan 2017 gjorde Hakšabanović sitt första mål i Allsvenskan då han gjorde matchens enda mål mot Östersunds FK.

### West Ham United
2017 värvades Hakšabanović av West Ham United men redan den 6 augusti 2018 lånades han ut till spanska Málaga på ett låneavtal över säsongen 2018/2019.
Den 17 januari 2019 lånades Hakšabanović ut till IFK Norrköping på ett 18 månaders låneavtal.

### IFK Norrköping
Den 12 juni 2020 bekräftade IFK Norrköping att man köpt loss Sead Hakšabanović från West Ham. Hakšabanović signerade ett 4-årskontrakt. 

### Rubin Kazan
Efter totalt 65 matcher och 13 mål, med lånetid inräknad, lämnade Hakšabanović IFK Norrköping under säsongen 2021 för den ryska klubben Rubin Kazan. Övergången beskrevs som den hittills största affär som IFK Norrköping varit inblandad i. Den 15 mars 2022 blev Hakšabanović klar för en utlåning till Djurgårdens IF.

### Celtic
Den 25 augusti 2022 värvades Hakšabanović av skotska Celtic, där han skrev på ett femårskontrakt. Den 1 september 2023 lånades Hakšabanović ut till Stoke City på ett säsongslån.

### Malmö FF
Den 26 juni 2024 värvades Hakšabanović av Malmö FF, där han skrev på ett fyraårskontrakt.

## Landslagskarriär
Hakšabanović blev uttagen till Montenegros A-landslag som spelade mot Armenien den 10 juni 2017 och blev inbytt i den 84:e minuten. 

## Karriärstatistik
| Klubb                                                  | Säsong            | Inhemsk liga         | Inhemsk liga | Inhemsk liga | Nat. täv. | Nat. täv. | Internat. täv. | Internat. täv. | Totalt | Totalt |
| Klubb                                                  | Säsong            | Serie                | SM           | Mål          | SM        | Mål       | SM             | Mål            | SM     | Mål    |
| ------------------------------------------------------ | ----------------- | -------------------- | ------------ | ------------ | --------- | --------- | -------------- | -------------- | ------ | ------ |
| Halmstads BK                                           | 2015              | Allsvenskan          | 10           | 0            | 2         | 0         | 0              | 0              | 12     | 0      |
| Halmstads BK                                           | 2016              | Superettan           | 30           | 8            | 4         | 0         | 0              | 0              | 34     | 8      |
| Halmstads BK                                           | 2017              | Allsvenskan          | 18           | 4            | 4         | 1         | 0              | 0              | 22     | 5      |
| Halmstads BK                                           | Totalt i klubblag | Totalt i klubblag    | 58           | 12           | 10        | 1         | 0              | 0              | 68     | 13     |
| West Ham United                                        | 2017/2018         | Premier League       | 0            | 0            | 2         | 0         | 0              | 0              | 2      | 0      |
| West Ham United                                        | Totalt i klubblag | Totalt i klubblag    | 0            | 0            | 2         | 0         | 0              | 0              | 2      | 0      |
| Málaga (lån)                                           | 2018/2019         | Segunda              | 2            | 0            | 0         | 0         | 0              | 0              | 2      | 0      |
| Málaga (lån)                                           | Totalt i klubblag | Totalt i klubblag    | 2            | 0            | 0         | 0         | 0              | 0              | 2      | 0      |
| IFK Norrköping (lån)                                   | 2019              | Allsvenskan          | 29           | 6            | 3         | 0         | 5              | 2              | 37     | 8      |
| IFK Norrköping (lån)                                   | Totalt i klubblag | Totalt i klubblag    | 29           | 6            | 3         | 0         | 5              | 2              | 37     | 8      |
| IFK Norrköping                                         | 2020              | Allsvenskan          | 29           | 7            | 2         | 1         | 0              | 0              | 31     | 8      |
| IFK Norrköping                                         | 2021              | Allsvenskan          | 7            | 0            | 4         | 5         | 0              | 0              | 11     | 5      |
| IFK Norrköping                                         | Totalt i klubblag | Totalt i klubblag    | 36           | 7            | 6         | 6         | 0              | 0              | 42     | 13     |
| Rubin Kazan                                            | 2021/2022         | Premjer-Liga         | 20           | 1            | 1         | 0         | 2              | 0              | 23     | 1      |
| Rubin Kazan                                            | Totalt i klubblag | Totalt i klubblag    | 20           | 1            | 1         | 0         | 2              | 0              | 23     | 1      |
| Djurgårdens IF (lån)                                   | 2022              | Allsvenskan          | 11           | 2            | 0         | 0         | 0              | 0              | 11     | 2      |
| Djurgårdens IF (lån)                                   | Totalt i klubblag | Totalt i klubblag    | 11           | 2            | 0         | 0         | 0              | 0              | 11     | 2      |
| Celtic                                                 | 2022/2023         | Scottish Premiership | 26           | 5            | 8         | 0         | 6              | 0              | 40     | 5      |
| Celtic                                                 | 2023/2024         | Scottish Premiership | 1            | 0            | 1         | 0         | 0              | 0              | 2      | 0      |
| Celtic                                                 | Totalt i klubblag | Totalt i klubblag    | 27           | 5            | 9         | 0         | 6              | 0              | 42     | 5      |
| Stoke City                                             | 2023/2024         | EFL Championship     | 19           | 1            | 2         | 0         | 0              | 0              | 21     | 1      |
| Stoke City                                             | Totalt i klubblag | Totalt i klubblag    | 19           | 1            | 2         | 0         | 0              | 0              | 21     | 1      |
| Antal matcher och mål är korrekt per den 26 juni 2024. |                   |                      |              |              |           |           |                |                |        |        |